# MTV Europe Music Awards 2010
MTV EMAs 2010 — церемонія нагородження MTV Europe Music Awards, що відбулася 7 листопада 2010 року в Caja Mágica в Мадриді, Іспанія. Ведучою церемонії нагородження була Єва Лонгорія а цифровим ведучим став Джастін Бібер. Номінації були оголошені 20 вересня. Lady Gaga була представлена у десятьох номінаціях, Кеті Перрі — у п'ятьох, Eminem номінований на чотири нагороди і Thirty Seconds to Mars та Muse представлені у трьох номінаціях.
Thirty Seconds to Mars вийшли на сцену на пре-шоу за участі спеціального гостя Каньє Веста у Puerta de Alcalá. Шакіра відкрила шоу піснею «Loca» і офіційною піснею Чемпіонату світу з футболу 2010 «Waka Waka» за участі Діззі Раскала. Виступи Кеті Перрі та Linkin Park транслювалися у прямому ефірі на відкритій сцені в Puerta de Alcalá.

## Номінації
Переможців виділено Жирним.

### Найкраща пісня
- Eminem (за участі Ріанни) — «Love the Way You Lie»
- Lady Gaga — «Bad Romance»
- Кеті Перрі (за участі Snoop Dogg) — «California Gurls»
- Ріанна — «Rude Boy»
- Ашер (за участі will.i.am) — «OMG[en]»

### Найкраще відео
- Thirty Seconds to Mars — «Kings and Queens[en]»
- Eminem (за участі Ріанни) — «Love the Way You Lie»
- Lady Gaga (за участі Бейонсе) — «Telephone»
- Кеті Перрі (за участі Snoop Dogg) — «California Gurls»
- Plan B — «Prayin'[en]»

### Найкраща співачка
- Майлі Сайрус
- Lady Gaga
- Кеті Перрі
- Ріанна
- Шакіра

### Найкращий співак
- Джастін Бібер
- Eminem
- Енріке Іглесіас
- Ашер
- Каньє Вест

### Найкращий новий виконавець
- B.o.B[en]
- Джастін Бібер
- Джейсон Деруло
- Kesha
- Plan B

### Найкращий поп-виконавець
- Майлі Сайрус
- Lady Gaga
- Кеті Перрі
- Ріанна
- Ашер

### Найкращий рок-виконавець
- Thirty Seconds to Mars
- Kings of Leon
- Linkin Park
- Muse
- Оззі Осборн

### Найкращий альтернативний виконавець
- Arcade Fire
- Gorillaz
- The Gossip
- Paramore
- Vampire Weekend

### Найкращий хіп-хоп виконавець
- Eminem
- Lil Wayne
- Snoop Dogg
- T.I.
- Каньє Вест

### Найкращий концертний виконавець
- Bon Jovi
- Kings of Leon
- Lady Gaga
- Linkin Park
- Muse

### Найкращий виконавець проекту "Worldstage"[en]
- Thirty Seconds to Mars
- Gorillaz
- Green Day
- Muse
- Кеті Перрі
- Tokio Hotel

### Найкращий Push-виконавець
- B.o.B[en]
- Джастін Бібер
- Александра Берк
- Джейсон Деруло
- The Drums[en]
- Hurts
- La Roux
- Майк Познер[en]
- Professor Green
- Selena Gomez & the Scene

### Найкращий європейський виконавець[en]
- Afromental
- Діма Білан
- Енріке Іглесіас
- Inna
- Марко Менгоні

### Ікона світового масштабу[en]
- Bon Jovi

### Free Your Mind[en]
- Шакіра

## Регіональні номінації
Переможців виділено Жирним.

#### Найкращий британський-ірландський виконавець[en]
- Delphic[en]
- Еллі Голдінг
- Marina and the Diamonds
- Рокс[en]
- Тініє Темпах

#### Найкращий данський виконавець[en]
- Alphabeat[en]
- Burhan G[en]
- Медіна
- Расмус Зебах[en]
- Turboweekend

#### Найкращий фінський виконавець[en]
- Amorphis
- Кісу
- Fintelligens[en]
- Stam1na[en]
- Єні Вартіайнен

#### Найкращий норвезький виконавець[en]
- Casiokids[en]
- Karpe Diem[en]
- Сьюзан Сандфьор
- Томмі Тее[en]
- Ларс Вауляр[en]

#### Найкращий шведський виконавець[en]
- Kent
- Lazee[en]
- Робін
- Miike Snow
- Swedish House Mafia

#### Найкращий німецький виконавець[en]
- Gentleman[en]
- Jan Delay[en]
- Ксав'єр Найду[en]
- Зідо
- Unheilig

#### Найкращий італійський виконавець[en]
- Маліка Аяні[en]
- Dari[en]
- Марко Менгоні
- Sonohra[en]
- Ніна Дзіллі

### Найкращий голландський-бельгійський виконавець[en]
- Каро Емеральд
- The Opposites
- Stromae
- The Van Jets
- Waylon

### Найкращий французький виконавець[en]
- Бен л'Онкль Соул[en]
- Девід Гетта
- Phoenix
- Pony Pony Run Run[en]
- Sexion d'Assaut[en][7]

### Найкращий польський виконавець[en]
- Afromental
- Аґнєшка Хилінська
- Hey
- Mrozu
- Tede[en]

### Найкращий іспанський виконавець[en]
- Енріке Іглесіас
- Lori Meyers[en]
- Нахва
- La Mala Rodríguez[en]
- SFDK[en]

### Найкращий російський виконавець
- А'Студіо
- Діма Білан
- Noize MC
- Serebro
- Тіматі

### Найкращий румунський виконавець[en]
- Dan Balan
- Connect-R
- Deepcentral[en]
- Inna
- Едвард Майя[en] та Віка Жигуліна

### Найкращий португальський виконавець[en]
- Deolinda[en]
- Diabo na Cruz
- Legendary Tiger Man[en]
- Nu Soul Family
- Orelha Negra

### Найкращий адріатичний виконавець[en]
- Gramophonedzie[en]
- Gibonni
- Leeloojamais
- Едо Маайка
- Negative[en]

### Найкращий арабський виконавець[en]
- Джозеф Аттієх[en]
- Мохамед Хамакі[en]
- Халед Селім

### Найкращий угорський виконавець[en]
- Hősök
- Kiscsillag
- The Kolin[en]
- Nemjuci
- Neo

### Найкращий український виконавець
- Альоша
- Антитіла
- Макс Барських
- ДіО.фільми
- Крихітка

### Найкращий грецький виконавець[en]
- Μelisses
- Сакіс Рувас
- Stavento[8]
- Мирон Стратіс
- Vegas

### Найкращий ізраїльський виконавець[en]
- Саріт Хадад
- Infected Mushroom
- Кароліна[en]
- Іврі Лідер[en]
- Hadag Nahash[en]

### Найкращий швейцарський виконавець[en]
- Baschi
- Грайс
- Штефані Гайнцманн[en]
- Lunik[en]
- Марч Свей

### Найкращий чеський-словацький виконавець[en]
- Ева Фарна
- Анета Лангерова[en]
- Rytmus[en]
- Charlie Straight
- Марек Зтрасені

## Виступи

### Цифрове шоу
- Кеті Перрі — «California Gurls» / «I Kissed a Girl» / «Peacock[en]» / «Hot n Cold» / «Teenage Dream»
- Thirty Seconds to Mars — «Closer to the Edge[en]»

### Пре-шоу
- Thirty Seconds to Mars (за участі Каньє Веста) — «Hurricane[en] / Power»

### Основне шоу
- Шакіра (за участі Діззі Раскал[en]) — «Loca» / «Waka Waka (This Time for Africa)»
- Kings of Leon — «Radioactive[en]»
- Кеті Перрі — «Firework»
- Ріанна — «Only Girl (In the World)»
- Кід Рок — «Born Free[en]»
- Linkin Park — «Waiting for the End»
- B.o.B[en] (за участі Гейлі Вільямс) — «Airplanes[en]»
- Майлі Сайрус — «Who Owns My Heart[en]»
- Plan B — «She Said[en]»
- Kesha — «Tik Tok»
- Bon Jovi — «What Do You Got?[en]» / «You Give Love a Bad Name[en]» / «It's My Life»

## Учасники шоу
- Тім Кеш[en] — ведучий червоної доріжки
- Тейлор Момсен — оголошення номінації «Найкращий новий виконавець»
- DJ Pauly D[en] та Снукі[en] — оголошення номінації «Найкращий поп-виконавець»
- Джонні Ноксвілл — оголошення номінації «Найкращий альтернативний виконавець»
- Келлі Брук та Давід Бісбаль[en] — оголошення номінації «Найкраще відео»
- Емілі Осмент — оголошення номінації «Найкращий співак»
- Слеш — оголошення номінації «Найкращий концертний виконавець»
- The Dudesons[en] — оголошення номінації «Найкращий хіп-хоп виконавець»
- Аляска та Хоакін Реєс[en] — оголошення номінації «Найкращий іспанський виконавець»[en]
- Thirty Seconds to Mars — оголошення номінації «Free Your Mind»[en]
- Майлі Сайрус — оголошення номінації «Найкращий рок-виконавець»
- Діззі Раскал[en] — оголошення номінації «Найкраща співачка»
- Актори серіалу «Диваки» — оголошення номінації «Найкраща пісня»

## Інциденти
- Під час своєї промови після перемоги у номінації «Найкращий новий виконавець», Kesha безпосередньо звернулася до своїх шанувальників, сказавши: «Сподіваюся, я зможу надихнути вас показати середній палець цинікам і бути самими собою!»
- Деякі суперечки викликав вчинок акторів серіалу «Диваки»; коли їм вручали нагороду, Джейсон «Ві-Man» Акуна[en] зняв штани, щоб продемонструвати повністю оголені статеві органи.